# 縮退半導体
縮退半導体とは、高濃度の不純物（ドーパント）が添加されたことでフェルミエネルギーが伝導帯や価電子帯の中に存在する不純物半導体のこと。非縮退半導体とは異なり、この種の半導体は、固有キャリア濃度を温度やバンドギャップと関連付ける質量作用の法則に従わない。
中程度のドーピング濃度では、ドーパント原子は個々のドーピング準位を形成し、熱的促進（または光学遷移）によって電子または正孔を伝導帯または価電子帯にそれぞれ供与できる局所状態であると考えられることが多い。不純物濃度が十分に高くなると、個々の不純物原子は十分に近接し、そのドーピング準位は不純物バンドに統合され、このような系の挙動は、例えば温度による導電率の上昇など、半導体の典型的な特徴を示さなくなることがある。一方、縮退した半導体は、真の金属よりもはるかに少ない電荷キャリアしか持たないため、その挙動は、多くの点で半導体と金属の中間的なものとなる。
銅カルコゲン化物の多くは、価電子帯に比較的多くの正孔を持つ縮退p型半導体である。その例として、マグネシウムをドーピングしたLaCuOS1-xSexという系があり、これはワイドギャップp型縮退半導体である。正孔濃度が温度によって変化しないのは、退化型半導体の典型的な特徴である。
もう一つのよく知られた例は、インジウム・スズ酸化物である。そのプラズマ振動は赤外域にあるため、かなり優れた金属導体でありながら、可視域では透明である。

## 非縮退半導体

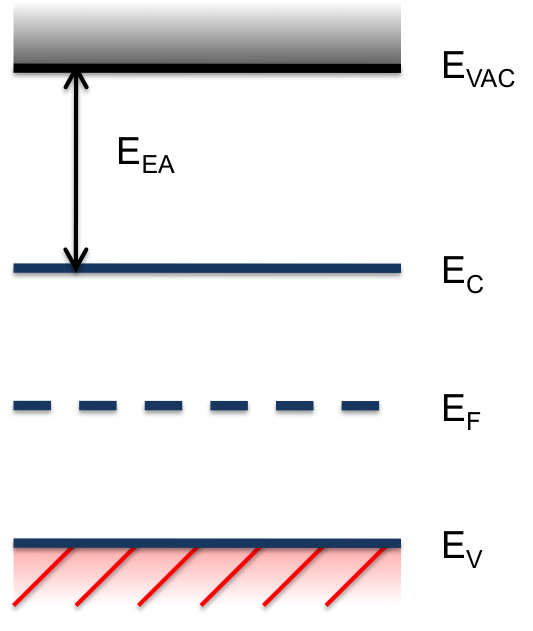
E_{VAC}：真空準位、E_{A}：電子親和力、E_{C}：伝導帯下端のエネルギー、E_{F}：フェルミエネルギー、E_{V}：価電子帯上端のエネルギー

### 非縮退の近似
伝導帯の電子について、エネルギー準位Eを占有する電子数の統計的平均はフェルミ分布で表される。
{\displaystyle f(E)={\frac {1}{e^{(E-E_{F})/kT}+1}}}
ここで{\displaystyle E_{F}}はフェルミエネルギー（化学ポテンシャル）である。フェルミエネルギーは価電子帯の電子密度と伝導帯の正孔密度に依存する。例えば真性半導体のフェルミエネルギーはバンドギャップのほぼ真ん中に位置するが、ドナーが添加されることで伝導帯の電子濃度が高くなるとフェルミエネルギーの位置は伝導帯に近づく。
ここで不純物添加量が小さい非縮退半導体の場合を考える。このときフェルミエネルギーはバンドギャップ内に存在し、伝導帯からも価電子帯からも十分に離れている。つまり伝導帯下端のエネルギー{\displaystyle E_{C}}と価電子帯上端のエネルギー{\displaystyle E_{V}}として、
{\displaystyle E_{V}+3kT<E_{F}<E_{C}-3kT}
が成り立つ。このときフェルミ分布はボルツマン分布で近似することができる。
{\displaystyle f(E)=e^{-(E-E_{F})/kT}}
非縮退のn型半導体では、ドナー原子は十分に希薄であり、孤立原子のようにふるまう。非縮退半導体のバンドギャップは真性半導体のバンドギャップ{\displaystyle E_{g0}}と同じである。熱平衡状態の非縮退半導体における電子密度{\displaystyle n_{0}}と正孔密度{\displaystyle p_{0}}の積は、有効状態密度を使って次のように書ける。
{\displaystyle n_{0}p_{0}=n_{i}^{2}=N_{C}N_{V}e^{-E_{g0}/kT}}

## 縮退半導体
高濃度にドープした半導体は縮退半導体と呼ばれる。縮退n型半導体におけるフェルミエネルギーは伝導帯内部にあり（{\displaystyle E_{C}<E_{F}}）、縮退p型半導体では価電子帯内部にある（{\displaystyle E_{F}<E_{V}}）。つまり一方のバンドにおいてボルツマン分布による近似が破綻している。

### バンドギャップの縮小
縮退n型半導体を考える。ドナー濃度が高くなりドーパントが互いに接近するとドナー準位が重なり合い、バンド（ミニバンド）が形成される。母体であるシリコンの伝導帯とも重なると、伝導帯の実効的な下端{\displaystyle E_{C}}は、真性半導体の伝導帯の下端{\displaystyle E_{C0}}から重なり合う不純物バンドの底まで{\displaystyle \Delta E_{C}}だけ低下する。
{\displaystyle \Delta E_{C}=E_{C0}-E_{C}}
伝導帯の下端が低下することで、バンドギャップは{\displaystyle \Delta E_{g}}だけ縮小する。{\displaystyle E_{g0}}を真性半導体のバンドギャップ、{\displaystyle E_{g}(N_{D})}をドナー濃度{\displaystyle N_{D}}におけるバンドギャップとすると、
{\displaystyle \Delta E_{g}=E_{g0}-E_{g}(N_{D})}

### 見かけのバンドギャップ縮小
n型縮退半導体では、伝導帯下端が低下するとともにフェルミ準位が上昇して伝帯帯の内部に入り、伝導帯内でも{\displaystyle E_{F}}以下の準位は電子に占有される。
よって価電子帯の電子を励起するのに必要となるエネルギーは{\displaystyle E_{C}-E_{V}=E_{g0}}ではなく{\displaystyle E_{F}-E_{V}=E_{g}^{*}}になり、不純物による見かけのバンドギャップ縮小{\displaystyle \Delta E_{g}^{*}}が生じる。
{\displaystyle \Delta E_{g}^{*}=E_{g0}-E_{g}^{*}}

### 縮退半導体のキャリア密度
n型に縮退半導体を考える。
真性半導体における伝導帯の下端を{\displaystyle E_{C0}}、n型縮退半導体の伝導帯の下端を{\displaystyle E_{C}}、見かけの伝導帯の下端（フェルミ準位）を{\displaystyle E_{C}^{*}}、不純物による伝導帯下端の低下を{\displaystyle \Delta E_{C}^{*}}とする。価電子帯は変化していないとすると、見かけのバンドギャップ縮小は次のように近似できる。
{\displaystyle \Delta E_{g}^{*}\approx \Delta E_{C}^{*}=E_{C0}-E_{C}^{*}}
n型縮退半導体では全てのドナー状態が互いに重なり合い、半導体自体の伝導帯とも重なっているので、
{\displaystyle n_{0}=N_{D}}
フェルミ準位は価電子帯から十分に離れているので、{\displaystyle p_{0}}は非縮退半導体のようにボルツマン分布の近似を使って計算できる。
{\displaystyle p_{0}=N_{V}\exp[-(E_{F}-E_{V})/kT]=N_{V}\exp(-E_{g}^{*}/kT)=N_{V}\exp[-(E_{g0}-\Delta E_{g}^{*})/kT]}
したがって{\displaystyle n_{0}p_{0}}積は、次のようになる。
{\displaystyle n_{0}p_{0}=N_{D}N_{V}\exp(-E_{g0}/kT)\exp(\Delta E_{g}^{*}/kT)=\left[{\frac {N_{D}}{N_{C}}}e^{\Delta E_{g}^{*}/kT}\right][N_{C}N_{V}e^{-E_{g0}/kT}]={\frac {N_{D}}{N_{C}}}e^{\Delta E_{g}^{*}/kT}n_{i}^{2}}
すなわち非縮退半導体の{\displaystyle n_{0}p_{0}}積は{\displaystyle n_{i}^{2}}ではなく、n型の縮退半導体では因子{\displaystyle (N_{D}/N_{C})e^{\Delta E_{g}^{*}/kT}}の修正を受ける。p型の縮退半導体では次のようになる。
{\displaystyle n_{0}p_{0}={\frac {N_{A}}{N_{C}}}e^{\Delta E_{g}^{*}/kT}n_{i}^{2}}